# Classement musical
« Charts » redirige ici. Pour le groupe de musique français des années 80, voir Charts (groupe).
 (septembre 2024).
Un classement musical, généralement appelé simplement palmarès en contexte, ou encore hit-parade, littéralement « parade des succès », dans certaines aires de la francophonie, est une liste des chansons du moment classées suivant l'ordre croissant ou décroissant de leur popularité, et généralement en rapport avec les chiffres de  ventes de disques et le nombre de passages à la radio.
En France, en plus du Top 50, classement officiel qui mesure la vente physique et numérique, plusieurs autres classements existent selon des critères basés, qu'ils soient d'un genre musical spécifique ou généraliste, en rapport avec le goût du public (Hit-Parade) ou celui des DJ (Club 40). Parallèlement aux classements, ont aussi lieu des émissions annuelles de récompense musicale comme les victoires de la musique.
Les classements musicaux dans les médias reflètent soit les ventes d'albums, singles ou compilations, auquel cas il s'agit d'un hit-parade national ou officiel comme le Top 50 en France ; soit l'indice de diffusion d'un morceau (le plus souvent en radio, mais des classements propres aux télévisions ou même aux discothèques existent aussi, par exemple le Club 40) ; soit l'opinion de tout ou partie d'une équipe éditoriale concernant les sorties musicales sur une période donnée.

## Histoire
Aux États-Unis, les radios généralisent le Top 40, classement des quarante chansons ayant le plus de succès apparu en 1951 lorsque les juke-boxes contenaient quarante disques.

### Your Hit Parade (1935–1954)
Dès 1935, aux États-Unis, peu après la première crise du disque, la radio NBC diffuse le Your Hit Parade (en), un classement de 15 titres. L'année suivante, en 1936, la revue américaine Billboard publie Best Sellers in Stores, un classement des 20 à 50 singles les plus vendus, puis en 1940, le Music Popularity Chart, un classement de popularité et enfin en 1942, le classement The Harlem Hit Parade.
Il faut attendre l'année 1952, pour que le concept de publication traverse l'Atlantique et arrive d'abord en Grande-Bretagne. C'est le magazine NME (New Musical Express) qui publie en premier un Top 12 (du fait d'ex æquo, le premier chart comportait 15 disques), conçu à partir des ventes de 20 disquaires,,.
La Radio Luxembourg diffuse le classement dans son émission « The Great 208 » (Le Grand 208). Pendant ce temps, aux États-Unis, un producteur-présentateur de radio, Todd Storz (en), diffusait déjà un « Top 40 »,, aussitôt repris par d'autres radios américaines comme WTIX (en) en 1953.

### Classement par l'IFOP (1955)
En 1954, la label discographique « Disques Barclay » est créée en France. À la fin de l'année, le rock'n roll connaît le début de ses cinq années de succès.
L'année suivante, 1955, voit le lancement de « La Bourse des chansons », un classement de 10 titres publié par le journal Le Figaro et diffusé par Radio Luxembourg (puis Europe 1) ainsi que le lancement du magazine Music Hall qui publie tout genre de classements dont un top 20 « généraliste » mixant plusieurs autres classements : ventes, rotation (en) radio ou juke-box. De son côté, l'IFOP (Institut français d'opinion publique) relève chaque semaine le titre musical le plus vendu et le plus diffusé en radio.
Le Billboard publie « The Top 100 » en combinant ventes, airplay (passages à la radio) et juke-box. En 1956, Pathé-Marconi est la première société à remettre à Tino Rossi une guitare d’or pour la vente de ses 10 millions de disques. Dès 1958, à son tour, la revue britannique Melody Maker publie son propre classement qui deviendra le futur UK Albums Chart.
Le premier disque d’or est certifié par l'association américaine RIAA. De même, en France, les labels veulent aussi établir des comptabilités de ventes et décerner des disques d’or afin de promouvoir leurs artistes respectifs.
Le journal Le Figaro avec Pathé-Marconi, lance le premier 33 tours de « La Bourse des chansons » qui compile 8 titres (voir ici la première compilation). À partir de 1959, inspiré d’une émission américaine, Daniel Filipacchi présente tous les jours à 17 h sur la station de radio française Europe 1 l'émission « Salut les copains » avec son hit-parade qui diffusera des titres non classées ailleurs, venant tous de labels tels que Atlantic, Elektra ou Warner, du groupe WEA - Filipacchi Music.

#### Affaire payola (1960)
Des labels ont une équipe de promotion (en) devant mettre leurs titres en rotation (en) le plus possible dans les radios, ainsi que dans les clubs. En 1960, dans l'affaire payola, les premières audiences de la sous-commission (en) sur la Surveillance législative de la Chambre des représentants des États-Unis concluent que 255 DJ de radios ou de clubs, ont perçu des pots-de-vin de 263 000 $,. De l'autre côté de la Manche, la revue britannique Record Retailer publie à son tour son propre classement sous le nom de « Top 50 » (futur UK Singles Chart). Le succès de l'émission radiophonique Salut les copains sur Europe 1 va conduire à la création du numéro « juillet - août 1962 », premier numéro du magazine au même nom qui va publier chaque mois un classement, Le Hit parade de Salut les copains (voir ici le premier classement).
Dès 1964, l'émission britannique Top of the Pops diffuse son chart sur la chaîne de télévision BBC One. En 1965, la station France Inter diffuse à son tour son hit-parade, présenté par Gérard Klein.
Depuis 1967, l'émission Pick of the Pop de BBC Radio 1 diffuse un classement d'un Top 20 singles. En 1968, à la demande du Billboard, le CIDD (Centre d'information et de documentation du disque) lance le classement de ventes de disques qui est diffusé par le journal Le Parisien (voir ici le premier hit-parade) ainsi que le Billboard. Un classement des ventes d'album est également mis en place.
Pendant les années 1960 et 1970, des classements des ventes de disques sont diffusés par des grossistes comme la Cogedep (top-20 hebdo des ventes), ou la Sapac. La différence des résultats diffusés amène une certaine confusion sur la fiabilité des classements.
Dès 1969, au Royaume-Uni, pour remédier à cela, la BBC s'associe au Top 50 du Record Retailer qui devient le UK Singles Chart, en lui adjoignant le résultat fourni par l'institut de sondage BMRB (British Market Research Bureau) qui collecte les ventes de 500 disquaires. Les classements UK Singles Chart et UK Albums Chart seront édités par l'organisation inter-professionnel Official Charts. Dès 1970, le réseau de radio Watermark Inc. (en) diffuse chaque semaine l'émission American Top 40 (en), le classement des 40 meilleurs titres du Billboard Hot 100. La station de radio monégasque RMC diffuse à son tour son hit-parade inspiré du chart du magazine NME.
Ayant arrêté Salut les copains l'année dernière, Europe 1 continue le hit-parade qui est présenté par Sam Bernett qui diffusera des titres non classées ailleurs, venant toutes du label AZ distribué par Discodis en France et Vogue en Belgique. Dès 1971, une nouvelle revue mensuelle publie son hit-parade : Hit Magazine (publié de décembre 1971 à décembre 1980). À partir de 1973, le CIDD, pour le SNEP, certifie officiellement les disques d'or,,.

#### Hit-Parade (1972)
Depuis juillet 1972, au Luxembourg, l’animateur radio-tv André Torrent présente sur la radio luxembourgeoise francophone RTL, Hit-Parade, un classement des titres préférés des auditeurs. En France, à la fin de l'année 1972, Europe 1 diffuse un classement de 20 titres. Jusqu'en 1974, les titres des clubs de New York (quartiers de Brooklyn, du Bronx et d'Harlem) sont classés dans le Hot Soul Singles, classement réservé aux musiques « blacks ». L'arrivée de la boîte à rythmes programmable dans la soul et le funk, crée un nouveau genre de musique adaptée au marché blanc : le disco mais qui est encore trop « noir » pour faire partie du trop « blanc » Hot 100, alors le Billboard va lui créer son propre classement : le Disco Action, pour les titres les plus diffusés dans les clubs et discothèques de New York..
En 1975, en France, la revue Gold Magazine publie l'Extra Gold, premier hits des clubs sans chansons de variétés pop ou rock. Le hit-parade est à la fois diffusé sur la radio luxembourgeoise RTL ainsi que sur la chaîne de télévision RTL Télé-Luxembourg. La chaîne de télévision françaises TF1 en 1975 lance Studio 3, une émission de rock avec des chanteurs en direct, des découvertes, des nouveautés musicales, des clips et l'actualité des concerts et tournées. En 1976, conçu à partir de tous les États-Unis, le Disco Action devient le National Disco Action Top 30. Le hit-parade d'Europe 1 est présenté par Yann Hegann.
En 1977, s'inspirant du National Disco Action Top 30, la station de radio Europe 1 diffuse un classement des clubs américains dans plusieurs émissions présentées par François Diwo tels que : « Disco 1000 » (qui devient le « Hit Parade des clubs » en décembre 1977) et Disco Dance (1977-1978). Pendant l'été 1977, la station de radio luxembourgeoise RTL, diffuse le RTL Disco Show, premier classement de trente titres les plus joués par les DJ de France (renommée Hit des clubs WRTL le 1er juillet 1978). Le 1er décembre 1977, le classement du CIDD voit sa dernière publication dans le journal France-Soir.

#### Seconde crise du disque (1978)
Après l'arrivée quinze ans plus tôt du poste de radio à cassette enregistrable, le choc pétrolier conduit à l'augmentation du prix du vinyle qui voit la baisse de la vente française des albums en vinyle et la dernière année d'augmentation (inférieure à l'inflation) des ventes américaines en 1978 avant de chuter elles aussi à partir de 1979 : c'est la seconde crise du disque.

#### Le Hit des Clubs(1979)
En 1979, la station de radio monégasque, RMC, diffuse un Hit Parade des clubs. Le classement club de radio RTL passe à la télévision Le Hit des clubs est diffusé sur la chaîne luxembourgeoise RTL Télévision. Des chaînes de télévision françaises créent leurs propres classements musicaux comme Antenne 2 (future France 2) en 1982 avec Platine 45, et TF1, avec Jack Spot et Disc Jockey.

### SNEP et Top 50 (singles) (1984)
En 1982, la France libéralise la radio comme la station NRJ, mais la multiplication des radios conduit à la prolifération de hit-parades aussi différents les uns des autres. Dès la mi-1983 commence la chute de la vente française du vinyle et du single (commencée dix ans plus tôt aux États-Unis), qui n'est pas compensée par la vente des cassettes ni par l'arrivée sur le marché des CD musicaux.
Pour stimuler les ventes, l'industrie phonographique n'ayant pas le droit de faire de la publicité à la télévision ni à la radio,, et ne pouvant attendre deux ans les chiffres de ventes comptabilisés par la Sacem (Société des auteurs, compositeurs et éditeurs de musique), fait transférer le classement du titre le plus vendu et diffusé de l'Ifop au SNEP.
Une radio, Europe 1, une chaîne de télévision, Canal+ , un journal, Télé 7 jours, et des majors s'associent pour reprendre l'ancien classement du CIDD qu'ils appellent « Top 50 » du nom de l'ancienne appellation de l'UK Singles Chart. Ce classement de 45 tours est mesuré par deux instituts de sondages, Nielsen pour les hypermarchés et Ipsos pour les disquaires.
En 1985, les créateurs du Top 50 créent un autre classement, le Top 20, qui classe les 20 meilleurs albums. Le Top 50 classe uniquement le single. La même année sont organisées les premières Victoires de la musique, cérémonie de récompense musicale annuelle.
L'arrivée de synthétiseur/séquenceur et des tables de mixage, donne naissance à un nouveau genre de musique : la dance et son remix. Le classement National Disco Action Top 30 est alors renommé le Hot Dance / Disco (mesurant les 50 titres les plus diffusés en club). Le Billboard crée le Hot Dance Music / Maxi-Singles Sales (en) (mesurant les 50 titres les plus vendus).
En 1987, à la suite de l'éphémère chaîne musicale TV6 (mars 1986 - février 1987), RTL autorise Jean Stock, directeur général adjoint de M6, à intégrer le HDC de RTL sur la première grille des programmes de M6, dès son premier jour de d'antenne, mais sans succès : il est déprogrammé au bout de trois mois.
La chute de la vente de vinyles et de singles depuis quatre ans (1983) oblige la France à autoriser les labels discographiques à faire de la publicité à la télévision, ce qui immédiatement augmente la vente cassette des albums promotionnés (et donc leur chiffre d'affaires), mais les ventes de gros de single et vinyle continuent de chuter. L'arrivée de nouvelles chaînes concurrentes, comme en 1988 MTV avec son Hit-list UK et son Euro Top 20 puis en 1989 de MCM (Chaîne Musicale Monégasque), oblige la chaîne de télévision luxembourgeoise RTL-TVI à arrêter la diffusion télévisuelle et radiophonique du Hit des clubs, qui reste consultable sur minitel un an plus tard.
Dès 1989, France 3 diffuse son classement Top CD en partenariat avec Virgin Music,. La chaîne M6 diffuse son propre classement de vente généraliste, Multitop. Le classement des titres clubs disparait presque disparu des radios et télévisions francophones à l'exception d'une station de radio française, Skyrock, qui diffuse le Top Dance Discothecontrol (renommé Les N°1 Dance) de Thierry Savignac, un classement de vingt titres conçus à partir d'audio-cassettes enregistrées chaque samedi de minuit à 3h00 du matin par deux cents DJ.
Le HDC prend en compte le classement « dance » anglais et américain. Plus un titre passe en radio, et plus il a de la chance d'être dans un classement et donc d'être vendu chez le disquaire ou à l'hypermarché,. Alors, les maisons de disques subventionnent les radios pour qu'elles diffusent le plus souvent possible leurs titres. Si la majorité des radios annoncent honnêtement le nombre de fois qu'elles ont diffusé un titre par jour, certaines d'entre elles en diffusent moins qu'elles ne le disent.[réf. souhaitée] Alors pour vérifier cela, les labels discographiques font appel à Media Control France, filiale de GFK, une jeune société allemande, qui comptabilise les titres diffusés sur les radios (airplay) nationales françaises et une dizaine d’indépendantes en France et donne le classement d'un « Hit des Clubs » de quarante titres. En décembre 1989, la station de radio française NRJ est la première à diffuser le HDC de Media Control.
En 1991, France 3 diffuse son classement « Eurotop » en partenariat avec la station de radio Metropolys puis M40. En 1992, M6, tente de reprogrammer un HDC sous le nom Dance Machine un classement de 25 titres conçu à partir de 75 disquaires, puis en mars 1993, l'émission Tous en boîte.

#### Troisième crise du disque (1993)
Malgré l'augmentation constante de la vente française d'albums depuis 6 ans, l'arrivée du CD enregistrable un an plus tard favorise la chute de vente du single qui atteint en 1993 son plus bas niveau à 5 millions d’unités par an. Le vinyle disparaît quasiment : deux ans après la fin du 33 tours, c'est la fin du 45 tours, ce qui entraîne la troisième crise du disque. Quelques mois plus tôt, en décembre 1992, voyant que le Top 50 refuse tout système électronique, l'industrie musicale avait secrètement décidé de monter son propre Top 50 : l'informatisation du comptage dans les points de vente pour le Top 50 et le Top Album étant sous-traitée par Tite-Live et une filiale de l'IFOP pour le compte du Snep, le GIEEPA et l'UFPI (Union des producteurs phonographiques français indépendants). Fragilisé par la chute des ventes de singles, touché par la baisse d'audience de l'émission de Canal+, le Top 50 disparaît de Canal+, des radios Europe 1 et Europe 2 et des journaux Télé 7 jours et Journal du dimanche en 1993.
Le classement du Top Album est alors effectué par la Cogedep mais est peu diffusé. Il peut être consulté dans la revue professionnelle Show Mag. En 1994, Skyrock abandonne son HDC N°1 Dance et signe tout comme la chaîne câblée MCM, un contrat avec le HDC de Media Control. Skyrock le diffuse cinq ans en se contentant du strict minimum. Ses deux animateurs, DJ Bertrand et Laurent Cut Master ont essayé de créer leur propre « Top Dance » qui n'a pu aboutir à la suite du départ de Laurent.
Dès 1995, au vu du succès du Hit Machine, M6 retente de nouveau un classement HDC sous le nom « Dance Machine Club (présenté de mars 1995 à Noël 1996 par Ophélie Winter puis Séverine Ferrer) avec son « Hit Dance » reprenant dans un premier temps le Top Dance de Savignac puis dans un second temps, en 1996, en s'inspirant du HDC de Media Control.
La station de radio Voltage devient « la 1re radio dance » et diffuse un Hit des clubs semblable à celui de Savignac et à la même heureue le HDC de Skyrock et atteint son plus haut niveau d'audience. Le HDC de Voltage ne concerne qu'un petit nombre de boites parisiennes, et les variations sont bien moindres que celle de Media Control. Dans les années 1990, le HDC prend en compte la vente européenne de singles « dance » et enfin, en 1996, les classements internationaux.
Dès 1996, en France, les radios doivent diffuser un quota minimal de 40 % de titres francophones. Pour ne pas déroger au quota français ni changer leurs programmations, des radios, comme NRJ, choisissent 10 titres français (soit 2 à 3 % de tous les titres français) qu'elles diffusent de façon répétée (un titre pouvant faire plus de 400 rotations (en) par mois) de façon à remplir la quasi-totalité (74,3 %) de leur quota français, ce qui amène des radios musicales à avoir la totalité de leurs titres en commun (cas non exceptionnel), créant un manque de diversité (4 nouveautés arrivent chaque mois contre 10 au début du Top 50 en 1984).
En 1999, Eric André conçoit un nouveau classement des titres clubs : le Monday Chart de DJ Buzz pour MCM. Skyrock abandonne le Hit des clubs de Media Control pour ne diffuser plus que du rap et du RnB.
Absent de toutes les radios françaises, le HDC survit jusqu'en 2001 à travers la presse papier comme Only for DJs ou Musique Info Hebdo.

#### Quatrième crise du disque (2002)
L'arrivée en 2001 de la clé USB de 1 000 mégaoctets et du baladeur numérique conduit à la chute des ventes du disque « physique » dans tous les pays développés (en France en 2002) : c'est la quatrième crise du disque. En 2001, voyant cela arriver, et pour assurer la promotion de leurs nouveaux titres, la profession des gros labels dance des maisons de disques avait lancé un appel d'offres pour ne garder qu'un seul et unique classement officiel des titres joués dans les clubs de France. Il est remporté par le Club 40, de Yacast (qui mesure aussi la diffusion en airplay radio), alors que le SNEP avec Media Control GFK mesurent eux la vente de disque pour le Top 50.
Entre 2002 et 2004, le classement « généraliste » et le classement techno house du Club 40 de Yacast est diffusé par la station de radio française Europe 2. Cependant, côté télévision, les nouvelles chaînes musicales créent leurs propres classements club comme Virgin 17 (Club 17, 2002-2010), M6 Music Club (Hit des Clubs, 2009) ou D17 (Top Club, 2010).
En 2003, le Dance/Electronic Singles Sales (en) (anciennement, le Hot Dance Singles Sales ou encore Hot Dance Music / Maxi-Singles Sales) n'est plus publié mais reste consultable sur le site internet du Billboard. Le Hot Dance / Disco est renommé Hot Dance Club Songs (aussi connu sous le nom de Club Play Singles). Le Billboard crée le « Hot Dance Airplay chart (en) » (renommé en 2011 sous le nom de Dance / Mix Show Airplay) basé sur le airplay radio et 40 mix de DJ.
En 2005, la station de radio française Fun Radio diffuse le Fun Club 40 de Yacast. Prenant en compte les playlists des DJ internationaux, le HDC passe à 50 titres. En 2008, NRJ diffuse le NRJ Club 40 de Yacast. À la place, Fun Radio diffuse un nouveau classement club nommé le Fun Club. Le Monday Chart de DJ Buzz est renommé Le Hit des clubs DJ Buzz en 2009. Savignac crée en 2009 le site Musibox Live, un website publiant deux HDC, le premier appelé Musibox Play fait à partir du vote des DJs membres du site, et le second, Musibox Club, créé en 2012, fait uniquement à partir des votes des DJs résidents en club.
En 2010, le Club 40 de Yacast est diffusé sur MTV Idol. En 2011, le Fun Club 40 de Yacast revient sur Fun Radio, tandis que NRJ diffuse Le Hit Des Clubs Dj Buzz[réf. nécessaire].
Depuis 2013, parmi les récompenses des NRJ DJ Awards, un Award est donné au « meilleur hit des clubs de l'année » et un autre au « meilleur club français de l'année ». De 2013 à 2014, sur son website, Charts in France a publié un classement club en partenariat avec Yacast.
En 2014, un troisième HDC conçu par Musibox Live voit le jour sous le nom de « Extra Club » et comporte cinq sous-catégories : Général, Black, Electro, Nouveautés et Récurrent. Il est conçu à partir de boites noires de 100 clubs en en partenariat avec l'institut Média Forest. 
Le Billboard crée le classement Dance / Electronic Songs (en), un classement de 50 titres basés sur les ventes numériques, le streaming, le airplay radio et la diffusion en club.
En 2015, avec le streaming sur les sites web comme Universal Music France, Deezer, Spotify, SoundCloud, Napster, Beatport, Traxsource et YouTube, mais aussi Shazam, le HDC passe à 60 titres. En 2016, pour empêcher que dix titres français n’accaparent de plus de 50 % du quota français des radios, la France vote un amendement qui prévoit que dans ce cas, les diffusions supplémentaires de ces mêmes dix titres ne seront pas comptabilisées s’ils accaparent plus des 50 % du quota,.
En 2017, Fun Radio remplace le classement généraliste du Club 40 par le classement Techno House du Club 40, renommé Electro, mais étant consultable sur internet quelques jours avant sa diffusion, il remporte un faible taux d'audience.

### Artciles connexes
- Club 40
- Top 50
- Le Hit des clubs
- Classement des meilleures ventes de disques en France
- Liste des classements musicaux
- Tube (musique)
- Tube de l'été
- Succès sans lendemain
- Musique populaire